# Aeroportul Emerald
Aeroportul Emerald (IATA: EMD, ICAO: YEML) este un aeroport din Queensland, Australia ce deservește zona Emerald⁠(d). Aeroportul a fost tranzitat în 2022 de 168.879 de pasageri. A fost numit după zona deservită.
Situat la o altitudine de 193 m, aeroportul dispune de o singură pistă.